# Bendejun
Bendejun (Occitaans: Bec de Jun; Italiaans (verouderd): Bendigiuno) is een gemeente in het Franse departement Alpes-Maritimes (regio Provence-Alpes-Côte d'Azur). De plaats maakt deel uit van het arrondissement Nice. Bendejun telde op 1 januari 2022 961 inwoners.

## Geografie
De oppervlakte van Bendejun bedroeg op 1 januari 2022 6,35 vierkante kilometer; de bevolkingsdichtheid was toen 151,3 inwoners per km².
De onderstaande kaart toont de ligging van Bendejun met de belangrijkste infrastructuur en aangrenzende gemeenten.

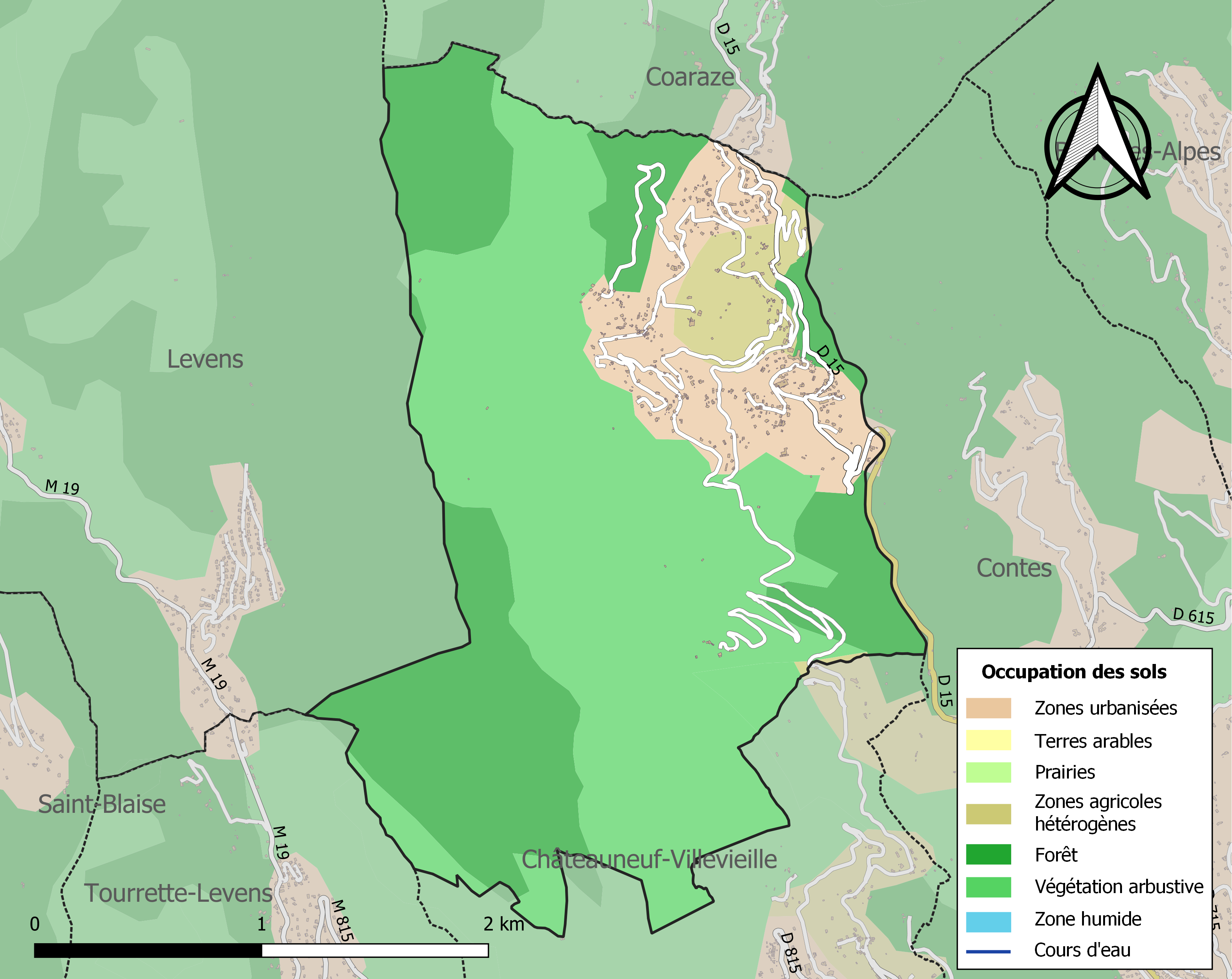

## Demografie
Onderstaande figuur toont het verloop van het inwonertal (bron: INSEE-tellingen).
Vanwege een beveiligingsprobleem met de MediaWiki Graph-software is het momenteel niet mogelijk deze grafiek weer te geven. Zodra de software is bijgewerkt zal de grafiek vanzelf weer zichtbaar worden.